# 岩月駅
岩月駅（いわつきえき）は、宮城県気仙沼市岩月台ノ沢にある、東日本旅客鉄道（JR東日本）気仙沼線BRT（バス高速輸送システム）のバス停留所である。
気仙沼線BRTの運行開始後に新設された。

## 歴史
- 2019年（平成31年）3月16日：開業[1][2][3]。

## 駅構造
既設の専用道の両側に乗降場が設置されている。構内は1車線のため、上下便の同時発着は不可。乗降場は上屋のみで待合室は設置されていない。

## 利用状況
JR東日本によると、2023年度（令和5年度）の1日平均乗車人員は21人である。
開業後の推移は以下のとおりである。
| 乗車人員推移       | 乗車人員推移     | 乗車人員推移   |
| 年度               | 1日平均 乗車人員 | 出典           |
| ------------------ | ---------------- | -------------- |
| 2018年（平成30年） | 11               | [ 利用客数 2 ] |
| 2019年（令和元年） | 21               | [ 利用客数 3 ] |
| 2020年（令和02年） | 20               | [ 利用客数 4 ] |
| 2021年（令和03年） | 19               | [ 利用客数 5 ] |
| 2022年（令和04年） | 18               | [ 利用客数 6 ] |
| 2023年（令和05年） | 21               | [ 利用客数 1 ] |

## 駅周辺
- 国道45号
- ミヤコーバス「岩月」停留所

## 隣の停留所
東日本旅客鉄道（JR東日本）
■気仙沼線BRT
最知駅 - 岩月駅 - 松岩駅

### 記事本文
1. 1 2  「気仙沼・大船渡線BRTでダイヤ改正…3駅を新設、大船渡線に初の土休日ダイヤ 3月16日」レスポンス、2019年2月15日。2019年2月20日閲覧。
2. ↑  「気仙沼線BRT「岩月駅」設置について (PDF)」（プレスリリース）、東日本旅客鉄道盛岡支社／東日本旅客鉄道東北工事事務所、2018年10月31日。2018年11月4日時点のオリジナル (PDF)よりアーカイブ。2019年2月20日閲覧。
3. ↑  「BRTのダイヤ改正について (PDF)」（プレスリリース）、東日本旅客鉄道盛岡支社／東日本旅客鉄道仙台支社、2019年2月14日。2019年2月16日時点のオリジナル (PDF)よりアーカイブ。2019年2月20日閲覧。

### 利用状況
1. 1 2  「BRT駅別乗車人員（2023年度）| 企業サイト：JR東日本」東日本旅客鉄道。2025年6月24日閲覧。
2. ↑  「BRT駅別乗車人員（2018年度）：JR東日本」東日本旅客鉄道。2025年6月24日閲覧。
3. ↑  「BRT駅別乗車人員（2019年度）：JR東日本」東日本旅客鉄道。2025年6月24日閲覧。
4. ↑  「BRT駅別乗車人員（2020年度）| 企業サイト：JR東日本」東日本旅客鉄道。2025年6月24日閲覧。
5. ↑  「BRT駅別乗車人員（2021年度）| 企業サイト：JR東日本」東日本旅客鉄道。2025年6月24日閲覧。
6. ↑  「BRT駅別乗車人員（2022年度）| 企業サイト：JR東日本」東日本旅客鉄道。2025年6月24日閲覧。